# Real Zaragoza 2022-2023
Questa voce raccoglie le informazioni riguardanti il Real Zaragoza nelle competizioni ufficiali della stagione 2022-2023.

## Stagione
Il 27 giugno 2022 entra in carica il nuovo presidente Jorge Mas Santos.
Il 7 novembre 2022 c'è un cambio di guida tecnica e Fran Escribá sostituisce Juan Carlos Carcedo in panchina, dopo la sconfitta per 1-0 in casa del Deportivo Alavés, con la squadra al sedicesimo posto in classifica.
Escriba debutta in Coppa del Re con una sconfitta contro il Club Deportivo Diocesano, squadra della Segunda Federación.
La squadra conclude il campionato al tredicesimo posto.

## Rosa
| N. |                       | Ruolo | Calciatore        |
| -- | --------------------- | ----- | ----------------- |
| 1  | Argentina (bandiera)  | P     | Cristian Álvarez  |
| 2  | Colombia (bandiera)   | C     | Gabriel Fuentes   |
| 3  | Portogallo (bandiera) | D     | Jair Amador       |
| 4  | Capo Verde (bandiera) | A     | Bebé              |
| 4  | Serbia (bandiera)     | C     | Radosav Petrović  |
| 5  | Spagna (bandiera)     | C     | Jaume Grau        |
| 6  | Spagna (bandiera)     | D     | Alejandro Francés |
| 7  | Spagna (bandiera)     | A     | Miguel Puche      |
| 7  | Colombia (bandiera)   | A     | Juan Narváez      |
| 8  | Spagna (bandiera)     | C     | Eugeni Valderrama |
| 9  | Spagna (bandiera)     | A     | Iván Azón         |
| 10 | Spagna (bandiera)     | C     | Sergio Bermejo    |
| 11 | Argentina (bandiera)  | C     | Valentin Vada     |
| 12 | Spagna (bandiera)     | D     | Gaizka Larrazabal |
| 13 | Spagna (bandiera)     | P     | Álvaro Ratón      |
| 14 | Spagna (bandiera)     | C     | Francho Serrano   |
| 15 | Bolivia (bandiera)    | D     | Jairo Quinteros   |
| 15 | Spagna (bandiera)     | D     | Pep Chavarría     |
| 16 | Cile (bandiera)       | C     | Tomás Alarcón     |

| N. |                      | Ruolo | Calciatore              |
| -- | -------------------- | ----- | ----------------------- |
| 16 | Spagna (bandiera)    | D     | Daniel Lasure           |
| 17 | Spagna (bandiera)    | D     | Carlos Nieto Herrero    |
| 18 | Spagna (bandiera)    | D     | Fran Gámez              |
| 19 | Senegal (bandiera)   | C     | Makhtar Gueye           |
| 20 | Argentina (bandiera) | A     | Giuliano Simeone        |
| 21 | Spagna (bandiera)    | C     | Alberto Zapater         |
| 22 | Spagna (bandiera)    | D     | Carlos Martín Vigaray   |
| 23 | Spagna (bandiera)    | C     | Manu Molina             |
| 24 | Spagna (bandiera)    | D     | Luis López Mármol       |
| 25 | Nigeria (bandiera)   | C     | James Igbekeme          |
| 27 | Spagna (bandiera)    | D     | Marcos Luna             |
| 28 | Spagna (bandiera)    | A     | Víctor Mollejo          |
| 30 | Spagna (bandiera)    | C     | Miguel Antonio Operé    |
| 33 | Spagna (bandiera)    | A     | Guillem Naranjo         |
| 35 | Spagna (bandiera)    | P     | Dani Rebollo            |
| 36 | Spagna (bandiera)    | P     | Guillermo Acín Labrador |
| 38 | Spagna (bandiera)    | C     | Pau Sans                |
| 40 | Spagna (bandiera)    | P     | Javier Abbad Doñate     |